# Tarassiwzi
Tarassiwzi (ukrainisch Тарасівці; russisch Тарасовцы Tarassowzy, rumänisch Tărăsăuți) ist ein Dorf in Bessarabien in der ukrainischen Oblast Tscherniwzi mit etwa 5000 Einwohnern (2012).
Das Dorf liegt am Ufer des Pruth an der Grenze zu Rumänien 37 km östlich der Oblasthauptstadt Czernowitz und 8 km östlich vom ehemaligen Rajonzentrum Nowoselyzja. Die Bevölkerung besteht zu 95 % aus Rumänen und Moldauer.
1940 bekam der Ort den ukrainischen Namen Tarassauzy (Тарасауци), am 7. September 1946 wurde es auf seinen heutigen Namen umbenannt.
Durch Tarassiwzi verläuft die Fernstraße N 10.
Am 12. Juni 2020 wurde das Dorf ein Teil neu gegründeten Landgemeinde Wantschykiwzi im Rajon Nowoselyzja, bis dahin bildete es die Landratsgemeinde Tarassiwzi (Тарасовецька сільська рада/Tarassowezka silska rada) im Süden des Rajons.
Seit dem 17. Juli 2020 ist der Ort ein Teil des Rajons Tscherniwzi.